# Karanghegar
Karanghegar is een bestuurslaag in het regentschap Subang van de provincie West-Java, Indonesië. Karanghegar telt 7537 inwoners (volkstelling 2010).